# Fukomys darlingi
Fukomys darlingi és una espècie de mamífer rosegador de la família de les rates talp. Viu a Moçambic i Zimbàbue. Es tracta d'un animal social de vida subterrània que viu en colònies de nou o deu exemplars. Els seus hàbitats naturals són els arbustars i els boscos de miombo. És una espècie en risc mínim, és a dir, no sembla que hi hagi cap amenaça significativa per a la seva supervivència. Originalment fou descrita com a espècie del gènere Cryptomys.
El seu nom específic, darlingi, és en honor del col·leccionista irlandès James Ffolliott Darling.